# Ghent (Kentucky)
Ghent ist eine City im Carroll County, im Bundesstaat Kentucky, USA. Das U.S. Census Bureau hat bei der Volkszählung 2020 eine Einwohnerzahl von 363 ermittelt.

## Geographie
Der Ort Ghent liegt unmittelbar an der Staatsgrenze zwischen Kentucky und Indiana am Ohio River nördlich der Fernstraße Interstate 71. Auf dem gegenüberliegenden Ufer des Ohio befindet sich die Stadt Vevay (Indiana).
Laut dem United States Census Bureau umfasst die Ortschaft ein Gebiet mit einer Fläche von 1,9 km², ausschließlich Landfläche, ohne nennenswerte Wasserflächen.

## Geschichte
Die ersten europäischen Siedler ließen sich am Ende des 18. Jahrhunderts hier nieder. Damals war diese Ortschaft zunächst unter dem Namen McCool’s Creek Settlement bekannt. Später wurde offiziell die Umbenennung in Ghent vollzogen, wobei dies in Anlehnung an den Friedensvertrag von Gent geschah, der am Heiligen Abend des Jahres 1814 in der Stadt Gent, Belgien, unterzeichnet wurde, und das Ende des Britisch-Amerikanischen Krieges besiegelte. Der Vorschlag zur Umbenennung des Ortes in Ghent stammte von Henry Clay, der selbst dieser Friedenskommission angehörte und an der Friedenskonferenz in Gent teilnahm.

## Demographie
Die demographischen Angaben stammen aus dem United States Census 2000. Die Bevölkerungsdichte betrug damals 198,9 Einwohner pro Quadratkilometer.

### Eckdaten
Der Ort Ghent in Kentucky hatte 2000 eine Bevölkerung von lediglich 371 Einwohnern. Diese lebten zum Zeitpunkt des Zensus in 125 Häusern respektive in 152 Haushalten. Insgesamt wurden 103 Familien die im Ort lebten gezählt. Unterschieden nach Geschlecht lebten 2000 in Ghent 188 Männer (50,7 %) und 183 Frauen (49,3 %).

### Ethnien
Von den 371 gezählten Einwohnern des Ortes Ghent, waren
- 89,49 % Hellhäutige
- 5,93 % Afroamerikanisch
- 3,50 % Sonstige
- 1,08 % Mischlinge

### Altersstruktur
| Alter    | Anteil  |
| -------- | ------- |
| unter 18 | 27,80 % |
| 18–24    | 8,40 %  |
| 25–44    | 29,10 % |
| 45–64    | 21,80 % |
| über 65  | 12,90 % |

### Einkommensverhältnisse
Das durchschnittliche Jahreseinkommen pro Haushalt liegt in Ghent bei 37.917 US-Dollar. Unterscheidet man die Einkommen nach Geschlechtern, so ergibt sich für Männer ein Durchschnittseinkommen von 32.031 US-Dollar gegenüber nur 17.813 US-Dollar jährlich bei Frauen.

## Wirtschaft
Die Wirtschaft von Ghent ist aufgrund der Lage am Ohio River für die Umgebung bedeutend. Der Ort bietet mehr Arbeitsplätze als der Ort Einwohner beziehungsweise Erwerbstätige hat. Entsprechend pendeln aus der Umgebung Arbeitskräfte nach Ghent. Von den insgesamt 27 Betrieben im Jahr 2005 sind 21 kleine, 5 mittlere und nur einer ein großer Betrieb mit über 500 Arbeitern und Angestellten.
Die 27 Betriebe verteilen sich auf folgende Branchen:
- Versorgung: 2 Betriebe
- Baugewerbe: 3 Betriebe
- produzierendes Gewerbe: 3 Betriebe
- Großhandel: 7 Betriebe
- Kleinhandel: 1 Betrieb
- Transport und Logistik: 5 Betriebe
- öffentlicher Dienst: 1 Betrieb (Kommune)
- sonstige Dienstleistungen: 1 Betrieb[5]